# A los cuatro vientos
A los cuatro vientos es una película musical mexicana de 1955, escrita y dirigida por Adolfo Fernández Bustamante, y protagonizada por Rosita Quintana, Miguel Aceves Mejía y Joaquín Pardavé.
La dirección artística de la película corrió a cargo de Gunther Gerzso.

## Elenco
- Rosita Quintana: Paloma Vargas
- Miguel Aceves Mejía: Pablo Gálvez
- Joaquín Pardavé: don Manuel, padrino.
- Alberto Catalá: empleado del teatro.
- Eduardo Alcaraz: modisto
- Carlos Riquelme: doctor
- Guillermo Álvarez Bianchi
- María Valdealde: asistente de camerino de Paloma.
- Patricia de Morelos: acompañante de Emilio.
- Eva Calvo: amante de Pablo.
- Norma Ancira: Luz, cantante
- René Cardona: don Emilio